# 日置忠昌
日置 忠昌（へき ただまさ、貞享元年9月24日（1684年11月1日） - 元文4年8月10日（1739年9月12日））は、江戸時代中期の武士。備前岡山藩の家老。備前金川1万6000石の領主。
父は岡山藩家老・日置忠明。母は新庄藩藩主・桑山一玄の娘・源水院。正室は稲葉四郎右衛門正勝の娘。通称は左門、隼人、伊織、猪右衛門。子は日置忠盈、日置忠寿、日置忠芳、土倉一信室。

## 生涯
貞享元年（1684年）9月24日、岡山藩家老・日置忠明の嫡男として誕生する。元禄12年（1699年）、通称を左門と名乗る。宝永3年正月（1706年）、忠俊の隠居により家督相続し、岡山藩仕置家老、金川1万6000石の領主となる。
宝永5年（1708年）閏正月、幕府より岡山藩に、前年の富士山宝永大噴火の降灰で埋まった関東河川復旧普請の助役の命が下り、藩主綱政より普請惣奉行に任じられ関東に下る。酒匂川や金目川の普請を果たして、褒賞として時服を拝領した。享保8年（1723年）、通称を猪右衛門と改める。
元文4年（1739年）8月10日没。享年56。長男の忠盈も翌月江戸で急死し、その跡を次男の忠寿が継いだ。